# Viola rudolphii
Viola rudolphii är en violväxtart som beskrevs av Benkt U. Sparre. Viola rudolphii ingår i släktet violer, och familjen violväxter. Inga underarter finns listade i Catalogue of Life.